# 1386 Storeria
1386 Storeria este un asteroid din centura principală, descoperit pe 28 iulie 1935, de Grigori Neuimin.